# Ostatnia kwadra

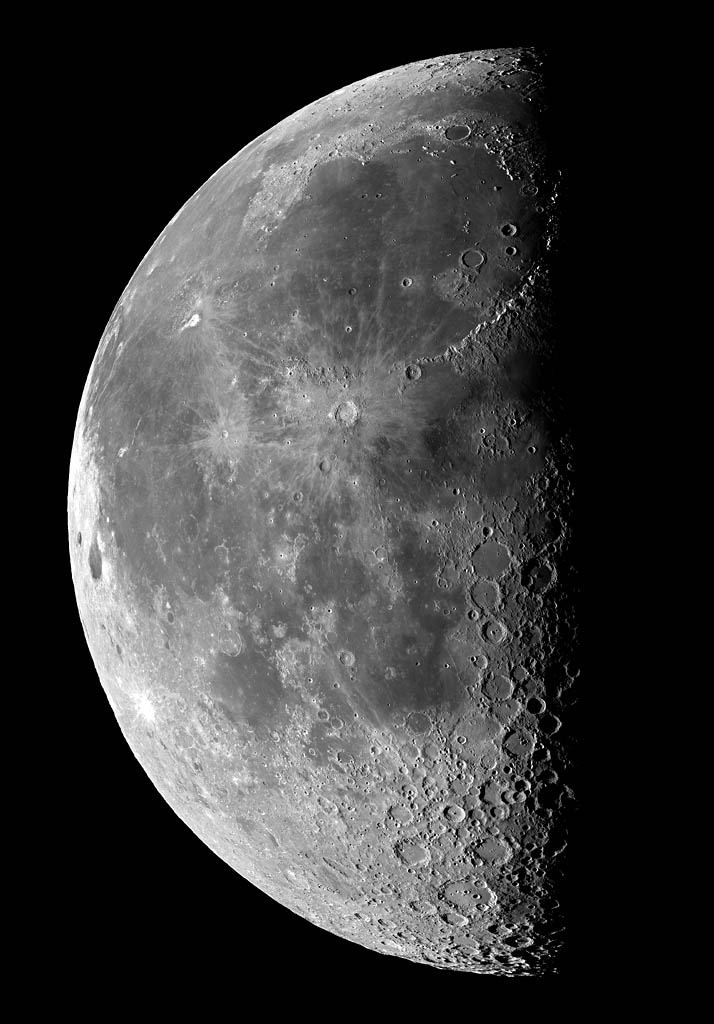
Ostatnia kwadra Księżyca (obserwator na półkuli północnej Ziemi)

Ostatnia kwadra (również: trzecia kwadra) – w astronomii, faza Księżyca, w której Ziemia, Księżyc i Słońce tworzą ze sobą kąt prosty a Księżyc w tym czasie zbliża się do nowiu. W tym momencie, dla obserwatorów na Ziemi widoczna jest jako oświetlona tylko zachodnia część widocznej strony Księżyca. Podczas kwadr Słońce oświetla część powierzchni Księżyca zwróconą w stronę Ziemi pod małym kątem, więc jego formy morfologiczne w tym obszarze są wówczas bardzo dobrze widoczne. Najlepsze warunki do obserwacji tych struktur są przy granicy między oświetloną i nieoświetloną częścią Księżyca (terminator).
Faza ta ma miejsce 21 dnia czterotygodniowego cyklu. Cień, zasłaniający prawą połowę księżycowej tarczy, będzie się teraz przesuwał w lewo i po siedmiu dniach Księżyc znajdzie się w nowiu. 
Podczas ostatniej kwadry (oraz pierwszej) amplituda pływów morskich jest obniżona i określane są one jako pływy kwadraturowe.